# Liste der Naturdenkmäler im Landkreis Amberg-Sulzbach
Im Landkreis Amberg-Sulzbach gab es im Februar 2023 insgesamt 107 ausgewiesene Naturdenkmäler.

## Naturdenkmäler
| 1 Eiche in Süß, Mkt. Hahnbach                                                             | BW                                                                         | ND-03225      | Hahnbach                                            | ⊙ |      |  |
| 1 Ortslinde in Oberhof, Gde. Ursensollen                                                  | BW                                                                         | ND-03137      | Ursensollen                                         | ⊙ |      |  |
| 2 Eichen (b. ehem. Hammergut Haselmühl) Gde. Kümmersbruck                                 | BW                                                                         | ND-03148      | Kümmersbruck                                        | ⊙ |      |  |
| 2 Eichen in Irlbach, Mkt. Hahnbach                                                        | BW                                                                         | ND-03224      | Hahnbach                                            | ⊙ |      |  |
| 2 Linden bei der Poppenkapelle, Fl. Nr. 14436                                             | BW                                                                         | ND-03079      | Auerbach i.d.OPf.                                   | ⊙ |      |  |
| 2 Linden im Högenbachtal in Haunritz, Gde. Weigendorf                                     | BW                                                                         | ND-03238      | Weigendorf                                          | ⊙ |      |  |
| 2 Linden in Kemnath a. Buchberg, St. Schnaittenbach                                       | BW                                                                         | ND-03230      | Schnaittenbach                                      | ⊙ |      |  |
| 2 Linden, Gde. Kümmersbruck                                                               | BW                                                                         | ND-03147      | Kümmersbruck                                        | ⊙ |      |  |
| 3 freistehende Dolomitfelsen südöstlich von Eschenfelden                                  | BW                                                                         | ND-03095      | Hirschbach                                          | ⊙ |      |  |
| 3 Linden (Johannes-Nepomuk-Linden) am Luderanger in der St. Vilseck                       | BW                                                                         | ND-03178      | Vilseck                                             | ⊙ |      |  |
| 3 Linden an der Kapelle in Hermannsberg                                                   | BW                                                                         | ND-03121      | Illschwang                                          | ⊙ |      |  |
| 4 Linden am Kalvarienberg bei Kemnath                                                     | BW                                                                         | ND-02913      | Schnaittenbach                                      | ⊙ |      |  |
| 4 Linden in Ranna, Fl. Nr. 50                                                             | BW                                                                         | ND-03073      | Auerbach i.d.OPf.                                   | ⊙ |      |  |
| 4 steile Felswände Die Kirchtalfelsen südlich von Troßalter                               | BW                                                                         | ND-03062      | Birgland                                            | ⊙ |      |  |
| 5 Eichen bei Erlheim, St. Sulzbach-Rosenberg                                              | BW                                                                         | ND-03227      | Sulzbach-Rosenberg                                  | ⊙ |      |  |
| 6 Linden an der Gottvaterkapelle, Fl. Nr. 826                                             | BW                                                                         | ND-03072      | Auerbach i.d.OPf.                                   | ⊙ |      |  |
| 7 Eichen bei Siebeneichen, St. Sulzbach-Rosenberg                                         | BW                                                                         | ND-03138      | Sulzbach-Rosenberg                                  | ⊙ |      |  |
| Akazie in Etzelwang, Gde. Etzelwang                                                       | BW                                                                         | ND-03220      | Etzelwang                                           | ⊙ |      |  |
| Auf der Heide: Arminiusfels, Tusneldenfels, Fl. Nr. 1020                                  | BW                                                                         | ND-03004      | Auerbach i.d.OPf.                                   | ⊙ |      |  |
| Auf der Heide: Höhle a 54 Dolomit, Fels mit Höhle A 93                                    |                                                                            | ND-02999      | Auerbach i.d.OPf.                                   | ⊙ |      |  |
| Brüderfels Dolomit                                                                        | BW                                                                         | ND-02994      | Auerbach i.d.OPf.                                   | ⊙ |      |  |
| Brunnstein, Fl. Nr. 2224                                                                  | BW                                                                         | ND-03081      | Auerbach i.d.OPf.                                   | ⊙ |      |  |
| Cambrinushöhle, Fl. Nr. 628                                                               | BW                                                                         | ND-02998      | Auerbach i.d.OPf.                                   | ⊙ |      |  |
| Das Bergl, Dolomitfelsen, Fl. Nr. 300                                                     | BW                                                                         | ND-03075      | Königstein                                          | ⊙ |      |  |
| Das Fritzenbergloch (Kalksteinfelsen mit Höhle) südlich von Götzendorf                    | BW                                                                         | ND-03122      | Illschwang                                          | ⊙ |      |  |
| Das Kühloch, Dolomitfelsen mit Höhle                                                      |                                                                            | ND-03074      | Königstein                                          | ⊙ |      |  |
| Das Osterloch (Tropfsteinhöhle) südöstlich Illschwang                                     |                                                                            | ND-03124      | Illschwang                                          | ⊙ |      |  |
| Der Breitenstein, Dolomitfelsen                                                           | BW                                                                         | ND-03077      | Königstein                                          | ⊙ |      |  |
| Der Neutrasfelsen mit Höhle Bettelküche oder Neutras-Höhle                                |                                                                            | ND-03105      | Etzelwang                                           | ⊙ |      |  |
| Der Riesenstein (in NSG) südwestlich von Tabernackel                                      | BW                                                                         | ND-03100      | Etzelwang                                           | ⊙ |      |  |
| Der Rupprechtsstein nördlich von Etzelwang                                                | BW                                                                         | ND-03106      | Etzelwang                                           | ⊙ |      |  |
| Der Schelmbachstein oder Schellwackenstein, Dolomitfelsen mit Felsgrotte                  |                                                                            | ND-03085      | Königstein                                          | ⊙ |      |  |
| Der Steffelfelsen oder Breitensteiner, Dolomitfelsen                                      | BW                                                                         | ND-03078      | Königstein                                          | ⊙ |      |  |
| Der Thorstein, Dolomitfelsen                                                              | BW                                                                         | ND-03076      | Königstein                                          | ⊙ |      |  |
| Die Teufelskanzel (Drei Dolomitfelsen) südlich von Illschwang                             | BW                                                                         | ND-03125      | Illschwang                                          | ⊙ |      |  |
| Doline m. Höhle A269 zwischen Erkelsdorf und Pilgramshof                                  |                                                                            | ND-03086      | Neukirchen b.Sulzbach-Rosenberg                     | ⊙ |      |  |
| Dolomitfelsen "Hänsel und Gretel" westlich von Ammerried                                  | BW                                                                         | ND-03065      | Birgland                                            | ⊙ |      |  |
| Dolomitfelsen mit Gewölbe "Der Brüningsfelsen" südlich von Lockenricht                    |                                                                            | ND-03114      | Neukirchen b.Sulzbach-Rosenberg                     | ⊙ |      |  |
| Dolomitfelsen mit Gewölbe "Der Scheckenfels" südlich von Lockenricht                      | BW                                                                         | ND-03104      | Neukirchen b.Sulzbach-Rosenberg                     | ⊙ |      |  |
| Dolomitfelsen mit Höhle "Das Hundsloch" südöstlich von Hundsboden                         | BW                                                                         | ND-03113      | Neukirchen b.Sulzbach-Rosenberg                     | ⊙ |      |  |
| Dolomitfelsen mit Höhle "Die Bettelküche" westlich von Troßalter                          | BW                                                                         | ND-03061      | Birgland                                            | ⊙ |      |  |
| Dolomitfelsen mit Höhle "Pumperloch" nördlich von Kirchenreinbach                         |                                                                            | ND-03107      | Etzelwang                                           | ⊙ |      |  |
| Dolomitfelsen mit Loch "Hoher Felsen" oder "Lochfelsen" nördlich von Buchhof              | BW                                                                         | ND-03063      | Birgland                                            | ⊙ |      |  |
| Dolomitfelsrücken mit Birken, "Der Birkenfels" östlich von Neukirchen                     | BW                                                                         | ND-03102      | Neukirchen b.Sulzbach-Rosenberg                     | ⊙ |      |  |
| Dorflinde in Kempfenhof, St. Sulzbach-Rosenberg                                           | BW                                                                         | ND-03221      | Sulzbach-Rosenberg                                  | ⊙ |      |  |
| Drei Erdfälle (Kesselgraben)                                                              | BW                                                                         | ND-03117      | Vilseck Drei Einzelobjekte:                         | ⊙ |      |  |
| Drei Kalksteinfelsen "Der Pfaffenstein" westlich von Eschenfelden                         | BW                                                                         | ND-03096      | Hirschbach                                          | ⊙ |      |  |
| Eibe in Tabernackel                                                                       | BW                                                                         | ND-03090      | Etzelwang doppelt geführt                           | ⊙ |      |  |
| Eibe in Tabernackel                                                                       | BW                                                                         | ND-03091      | Etzelwang doppelt geführt                           | ⊙ |      |  |
| Eiche am Stadtweiher                                                                      | BW                                                                         | ND-03226      | Sulzbach-Rosenberg                                  | ⊙ |      |  |
| Eiche in Erlheim                                                                          | BW                                                                         | ND-03228      | Sulzbach-Rosenberg                                  | ⊙ |      |  |
| Eiche nordöstlich von Freudenberg                                                         | BW                                                                         | ND-03131      | Freudenberg                                         | ⊙ |      |  |
| Eichen in Steinling                                                                       | BW                                                                         | ND-03229      | Edelsfeld                                           | ⊙ |      |  |
| Ein Wacholder in Schmidmühlen                                                             | BW                                                                         | ND-03052      | Schmidmühlen                                        | ⊙ |      |  |
| Eine Eiche bei Högberg östlich von Holnstein                                              | BW                                                                         | ND-03110      | Neukirchen b.Sulzbach-Rosenberg                     | ⊙ |      |  |
| Feldahorn in Edelsfeld                                                                    | BW                                                                         | ND-03222      | Edelsfeld                                           | ⊙ |      |  |
| Felsblock "Alte Burg" oder "Altes Hölzl" südöstlich von Eschenfelden                      | BW                                                                         | ND-03094      | Hirschbach                                          | ⊙ |      |  |
| Felsen mit Felsentor, Riesentor und Haustüre südlich von Riglashof                        | BW                                                                         | ND-03092      | Hirschbach                                          | ⊙ |      |  |
| Felsen mit Spalthöhle "Der Starenfelsen" südwestlich von Schmidstadt                      | BW                                                                         | ND-03108      | Etzelwang                                           | ⊙ |      |  |
| Felsengewölbe "Die Gaiskirche", östlich von Neukirchen                                    |                                                                            | ND-03103      | Neukirchen b.Sulzbach-Rosenberg                     | ⊙ |      |  |
| Felsenwand mit Kamin bei Ermhof                                                           | BW                                                                         | ND-03093      | Neukirchen b.Sulzbach-Rosenberg Zwei Einzelobjekte: | ⊙ |      |  |
| Felsgruppe mit Kalksteinhöhle Der Kleine Hartenfels mit Bettelmannsküche, Neukirchen      |                                                                            | ND-03101      | Neukirchen b.Sulzbach-Rosenberg                     | ⊙ |      |  |
| Felswand der Kuhfels südlich von Bachetsfeld                                              |                                                                            | ND-03060      | Illschwang                                          | ⊙ |      |  |
| Geisbergfels                                                                              | BW                                                                         | ND-03003      | Auerbach i.d.OPf.                                   | ⊙ |      |  |
| Granitfelsen (Haustein) südlich von Freudenberg                                           | BW                                                                         | ND-03133      | Freudenberg                                         | ⊙ |      |  |
| Großer Dolomitfelsklotz                                                                   | BW                                                                         | ND-02996      | Auerbach i.d.OPf.                                   | ⊙ |      |  |
| Guggerloch-Fels mit Höhlen A 44                                                           |                                                                            | ND-02997      | Auerbach i.d.OPf.                                   | ⊙ |      |  |
| Gunzenloch mit Höhle und Felspartie                                                       | BW                                                                         | ND-03084      | Auerbach i.d.OPf. doppelt geführt                   | ⊙ |      |  |
| Gunzenloch mit Höhle und Felspartie                                                       | BW                                                                         | 52 / ND-05190 | Auerbach i.d.OPf. doppelt geführt                   | ⊙ |      |  |
| Heibelstein                                                                               | BW                                                                         | ND-03001      | Auerbach i.d.OPf.                                   | ⊙ |      |  |
| Höhle auf Flurstück Nr. 106                                                               | BW                                                                         | ND-02992      | Auerbach i.d.OPf.                                   | ⊙ |      |  |
| Hussitenloch westlich von Ursensollen                                                     | BW                                                                         | ND-03119      | Ursensollen                                         | ⊙ |      |  |
| Kallmünzersteine (149 Exemplare) bei Fichtenhof                                           |                                                                            | ND-03109      | Königstein                                          | ⊙ |      |  |
| Kalmusfelsen und Zuckerhut (Dolomitfelsen) südöstlich von Illschwang                      | BW                                                                         | ND-03123      | Illschwang                                          | ⊙ |      |  |
| Kanonierfelsen                                                                            | BW                                                                         | ND-03000      | Auerbach i.d.OPf.                                   | ⊙ |      |  |
| Karneolbank bei Schnaittenbach                                                            | BW                                                                         | ND-02912      | Schnaittenbach                                      | ⊙ |      |  |
| Katzenlöcher                                                                              | BW                                                                         | 49 / ND-05188 | Hirschbach, Achtel doppelt geführt                  | ⊙ |      |  |
| Katzenlöcher                                                                              | BW                                                                         | ND-03385      | Hirschbach doppelt geführt                          | ⊙ |      |  |
| Kornpettenstein (Koppenstein)                                                             | BW                                                                         | ND-03002      | Auerbach i.d.OPf.                                   | ⊙ |      |  |
| Kreidesandsteinblock Teufelssattelpferd nordöstlich von Weißenberg                        | BW                                                                         | ND-03116      | Vilseck                                             | ⊙ |      |  |
| Linde (im NSG) südlich von Tabernackel                                                    | BW                                                                         | ND-03087      | Etzelwang                                           | ⊙ |      |  |
| Linde bei Eckertsfeld                                                                     | BW                                                                         | ND-03056      | Birgland                                            | ⊙ |      |  |
| Linde bei Eckertsfeld                                                                     | BW                                                                         | ND-03057      | Birgland                                            | ⊙ |      |  |
| Linde bei Sunzendorf                                                                      | BW                                                                         | ND-03059      | Birgland                                            | ⊙ |      |  |
| Linde in Edelsfeld                                                                        | BW                                                                         | ND-03223      | Edelsfeld                                           | ⊙ |      |  |
| Linde in Hundheim                                                                         | BW                                                                         | ND-03088      | Neukirchen b.Sulzbach-Rosenberg                     | ⊙ |      |  |
| Naturschacht und Erdfall (Schauerloch) in Erlheim                                         | BW                                                                         | ND-03066      | Ursensollen                                         | ⊙ |      |  |
| Parapluie, Dolomitfelsen                                                                  | BW                                                                         | ND-03082      | Auerbach i.d.OPf.                                   | ⊙ |      |  |
| Quarzitblock (Kallmünzer)                                                                 |                                                                            | ND-03068      | Rieden                                              | ⊙ |      |  |
| Quarzitblock Teufelstein westlich von Unterschalkenbach                                   |                                                                            | ND-03112      | Hahnbach                                            | ⊙ |      |  |
| Rabenfels                                                                                 |                                                                            | ND-03080      | Auerbach i.d.OPf.                                   | ⊙ |      |  |
| Riesinger Kallmünzer-Block nördlich von Steinbach                                         |                                                                            | ND-03089      | Neukirchen b.Sulzbach-Rosenberg                     | ⊙ |      |  |
| Sch[m]elcherfels                                                                          | [[Vorlage:Bilderwunsch/code!/C:49.7238,11.5961!/D:Sch[m]elcherfels!/\|BW]] | ND-02993      | Auerbach i.d.OPf.                                   | ⊙ |      |  |
| Schickerfelsen (Dolomitfelsen) bei Kürmreuth                                              | BW                                                                         | ND-03071      | Königstein                                          | ⊙ |      |  |
| Steinbergwand (Felsgruppe mit Spalthöhle und vorgeschichtliche Fundstelle)                | BW                                                                         | ND-03067      | Ensdorf                                             | ⊙ |      |  |
| Türkenfelsen westlich von Ammerried                                                       |                                                                            | ND-03064      | Birgland                                            | ⊙ |      |  |
| Übersinterter Sandsteinfelsen (Kieselstein) westlich von Hohenzant                        | BW                                                                         | ND-03115      | Edelsfeld                                           | ⊙ |      |  |
| Unterirdische Tropfsteinhöhle "Das Kliegel- oder Pumperloch" nördlich von Kirchenreinbach | BW                                                                         | ND-03098      | Etzelwang                                           | ⊙ |      |  |
| Unterirdische Tropfsteinhöhle "Die Appelhöhle" nördlich von Steinbach                     |                                                                            | ND-03099      | Neukirchen b.Sulzbach-Rosenberg                     | ⊙ |      |  |
| Vogelbeerbaum bei Buchhof                                                                 | BW                                                                         | ND-03058      | Birgland                                            | ⊙ |      |  |
| Vogelschutzgebiet mit Tümpel östlich von Edelsfeld                                        | BW                                                                         | ND-03111      | Edelsfeld                                           | ⊙ | 1,76 |  |
| Wacholderbaum am Poppberg                                                                 | BW                                                                         | ND-03055      | Birgland                                            | ⊙ |      |  |
| Wacholderstrauch nordöstlich Illschwang                                                   | BW                                                                         | ND-03126      | Illschwang                                          | ⊙ |      |  |
| Wasserfall des Hammerbaches südlich von Freudenberg                                       | BW                                                                         | ND-03132      | Freudenberg                                         | ⊙ |      |  |
| Wörgel- oder Wargelloch (Höhle im Dolomit, nördlich von Ursensollen)                      | BW                                                                         | ND-03120      | Ursensollen                                         | ⊙ |      |  |
| Zwei freistehende Dolomitfelsen, "Der Wachtberg"                                          | BW                                                                         | ND-03097      | Hirschbach                                          | ⊙ |      |  |
| Zwillingsfelsdolomit                                                                      |                                                                            | ND-02995      | Auerbach i.d.OPf.                                   | ⊙ |      |  |
| Legende für Naturdenkmal                                                                  |                                                                            |               |                                                     |   |      |  |